# I Liceum Ogólnokształcące im. Bolesława Krzywoustego w Nakle nad Notecią
I Liceum Ogólnokształcące im. Bolesława Krzywoustego w Nakle nad Notecią – szkoła ponadpodstawowa w Nakle nad Notecią o ponad 150-letniej tradycji.

## Historia szkoły
Na historię szkoły składają się 3 okresy:
- Gimnazjum pruskie, w latach 1862–1920;
- Państwowe Gimnazjum im. Bolesława Krzywoustego, w latach 1920–1939;
- Liceum Ogólnokształcące, od 1945 roku.

## Kalendarium
- 1 maja 1862 – pierwsza prywatna szkoła średnia rozpoczęła swoją działalność
- 12 czerwca 1873 – szkoła otrzymała status progimnazjum o charakterze klasycznym
- 31 sierpnia 1876 – przejęcie szkoły przez państwo pruskie, przekazanie szkole nowego budynku
- 9 grudnia 1876 – przekształcenie szkoły w gimnazjum, szkoła nosiła imię Franza Baltazara Schönberga von Brenkenhoff
- 20 stycznia 1920 – uzyskanie niepodległości przez Nakło, patronem szkoły jest święty Stanisław Kostka
- 1924 – przekształcono gimnazjum z typu klasycznego na humanistyczny
- 2 marca 1926 – nadanie szkole nazwy Państwowe Gimnazjum im. Bolesława Krzywoustego
- 1936 – szkoła stała się liceum i gimnazjum
- kwiecień 1945 – uruchomienie szkoły po II wojnie światowej

## Budynek
Budynek szkoły oddano do użytku w 1876 roku. Później dobudowano dwa boczne skrzydła. Ostatnio wykonano remont dachu. Budynek posiada dwa reprezentacyjne i bogato dekorowane pomieszczenia: westybul i aula.
Obiekt został wpisany do rejestru zabytków województwa kujawsko-pomorskiego. 
W pierwszej dekadzie XXI wieku prowadzono w budynku prace odkrywkowe polichromii ściennych pochodzących z XIX wieku, które odkryto w całej szkole, jednak w westybulu i auli przemalowania mają charakter wielowarstwowy.

## Dyrektorzy szkoły
- Kazimierz Pałkowski (1920)
- Jan Augustyński (1920–1924)
- Zygmunt Polakowski (1924–1930)[2]
- Roman Gierczyński (1931–1934)
- Franciszek Kerner (1934–1939)
- Kazimierz Bieliński (1945–1950)
- Czesław Wachowicz (1950–1970
- Ryszard Pankowski (1970–1984)
- Jan Gawroński (1984–1992)
- Anita Kozak-Sadowska (1992–2007)
- Paweł Darul (2007–2022)
- Aleksandra Białka (od 2022)

## Nauczyciele
- Wincenty Birkenmajer
- Antoni Danysz
- Marian Faczyński
- Zygmunt Kaletka

## Absolwenci
- Szczęsny Dettloff (1878–1961) – historyk sztuki, duchowny katolicki, profesor Uniwersytetu Poznańskiego, członek PAN
- Józef Codrow (1894–1919) – powstaniec wielkopolski, sierżant sztabowy, dowódca kompanii kcyńskiej w powstaniu wielkopolskim
- Leon Płotka (1899–1954) – duchowny katolicki, działacz społeczny
- Paweł Blew (1901–1939) – dowódca wojskowy, kapitan Wojska Polskiego
- Gwido Chmarzyński (1906–1973) – historyk sztuki i muzeolog
- Bolesław Romanowski (1910–1968) – komandor, morski oficer pokładowy okrętów podwodnych
- Witold Nowacki (1911–1986) – prezes Polskiej Akademii Nauk
- Benedykt Musiał (1915–2004) – cichociemny, komendant obwodu AK w powiecie wyrzyskim
- Edmund Gagajek (1915–1996) – duszpasterz, profesor Seminarium Zagranicznego oraz misjonarz dla Polonii w Sydney w Australii, duszpasterz w Kanadzie w Edmonton w stanie Alberta
- Bernard Bzdawka (1916–1983) – podporucznik Wojska Polskiego, cichociemny
- Tadeusz Rut (1925–2018) – wynalazca, profesor Politechniki Poznańskiej
- Zygmunt Zieliński (1931– ) – historyk, duchowny katolicki, profesor KUL
- Stanisław Massel (1939–2018) – oceanolog
- Aleksander Lasik (1953– ) – socjolog i historyk polski, specjalizujący się w historii III Rzeszy, SS oraz systemie niemieckich obozów koncentracyjnych, profesor Uniwersytetu Kazimierza Wielkiego w Bydgoszczy
- Andrzej Sokala (1955– ) – profesor nauk prawnych specjalizujący się w prawie rzymskim. Dziekan Wydziału Prawa i Administracji Uniwersytetu Mikołaja Kopernika
- Bogdan Czyżewski (1962– ) – duchowny katolicki, profesor nauk teologicznych specjalizujący się w teologii patrystycznej, dziekan Kapituły Prymasowskiej w Gnieźnie
- Rafał Blechacz (1985– ) – pianista, zwycięzca Międzynarodowego Konkursu Pianistycznego imienia Fryderyka Chopina w 2005 roku
- Adrian Zieliński (1989– ) – sztangista, mistrz olimpijski Letnich Igrzysk Olimpijskich 2012 w podnoszeniu ciężarów w wadze do 85 kg, mistrz świata

Do szkoły tej uczęszczali również m.in.: Kazimierz Malczewski i Wojciech Zink.